# 4808 Баллеро
4808 Баллеро (4808 Ballaero) — астероїд головного поясу, відкритий 21 січня 1925 року.
Тіссеранів параметр щодо Юпітера — 3,338.